# Artémides Zatti
San Artémides Joaquín Desiderio María Zatti (Boretto, Reggio Emilia, Italia, 12 de octubre de 1880-Viedma, Río Negro, Argentina, 15 de marzo de 1951) fue un religioso y enfermero ítalo-argentino, proclamado beato por la Iglesia católica el 14 de abril de 2002 por el papa Juan Pablo II y canonizado por el papa Francisco el 9 de octubre de 2022 en la Plaza de San Pedro de la Ciudad del Vaticano. Su sobrino, el sacerdote salesiano Juan Edmundo Vecchi, llegó a ser rector mayor de la Congregación Salesiana entre 1996 y 2002.

## Biografía

### Infancia
Artémides (en italiano, Artemide) era hijo de Luis Zatti y Albina Vecchi; tenía 7 hermanos. Como muchos italianos de esa época, eran campesinos pobres que ingresaron a Argentina para escapar del drama del hambre y la desocupación en Europa. Entre las miles de familias que llegaron al puerto de Buenos Aires el 9 de febrero de 1897 estaba la familia Zatti. Luego se trasladaron a Bahía Blanca, donde se encontraba su tío Juan Zatti con su familia.

### Juventud
Artémides trabajó en una fábrica de baldosas. Frecuentaba la Parroquia Nuestra Señora de la Merced en Bahía Blanca, atendida por salesianos. El contacto con aquellos extraordinarios hijos de Don Bosco hizo madurar en el joven inmigrante la vocación religiosa y el deseo de ser él también sacerdote. Allí conoció al Padre Carlos Cavalli éste lo instó a ingresar al aspirantado de Bernal para formarse como salesiano, el 19 de abril de 1900.
Un año más tarde, contrajo tuberculosis. Artémides atendió en esos días al Padre Ernesto Giuliani, sacerdote salesiano que murió de tuberculosis el 4 de enero de 1902 en Bernal. Por este motivo viajó a la ciudad de Viedma para curarse. Allí conoció al padre Evasio Garrone y por medio de éste Artémides le hizo una promesa a la Virgen María si se curaba de su mal. La promesa consistía en que se consagraría al cuidado de los enfermos en el Hospital San José de Viedma.
Repuesto de su enfermedad comenzó con su largo peregrinar como enfermero de los pobres. En su vida destacan el esfuerzo físico y las duras tareas laborales que realizó desde temprana edad. A medida que transcurría el tiempo, su fama de santidad creció y con ello la del servicio a los más humildes, tanto así que el 23 de mayo de 1915 publicó en el semanario católico “Flores del Campo” un escrito con el lema de su vida “Creí, prometí, sané”. Ya como enfermero iniciado, en 1902 tuvo a su cuidado a otro “santo” argentino, Ceferino Namuncurá. El 5 de marzo de 1903 comenzó a trabajar como encargado de la Farmacia “San Francisco de Sales” del hospital San José.

"El Hospital fue su permanente domicilio, el motor y la palestra de su heroico apostolado al servicio de los enfermos y pobres de Viedma... Allí practicó las virtudes cristianas, sobre todo, una confianza ilimitada en la divina Providencia y un inmenso amor a Dios y al prójimo más humilde y necesitado..."
Contardo Miglioranza

### Salesiano coadjutor
El 18 de febrero de 1911 Artémides Zatti profesó como salesiano coadjutor del Hospital y, luego de la muerte del P. Garrone en 1913, como vicedirector, administrador y enfermero. A pesar de tener esos cargos, nunca dejó de moverse en bicicleta, visitando a los enfermos sin importar el horario o la distancia, el viento o el frío (constantes en la Patagonia Argentina) siempre como enfermero del Colegio San Francisco de Sales, del Colegio de las Hermanas de María Auxiliadora, del Círculo de Obreros Católicos y de la cárcel. Fue el ángel protector de todos los desamparados de "su Hospital". En la biografía acreditada de Artémides Zatti destacan las iniquidades que debió padecer en su labor, incluyendo la injusticia del mes de cárcel sufrido por la fuga de un preso del Hospital de Viedma.

"Artémides Zatti, además de las duras jornadas en el hospital (prácticamente no dormía), visitaba, en su célebre bicicleta, a los enfermos de ambas márgenes del Río Negro. Prodigaba cuidados especiales a los aquejados por enfermedades "vergonzosas". Cuando el hospital estaba repleto cedía su cama al enfermo y extendía para sí una manta en el suelo. No dudaba en transportar los cadáveres sobre sus espaldas para llevarlos a la cámara mortuoria.
Susana Bianchi

"Zatti se había abrazado al dolor y se había desposado con el sufrimiento".
Néstor A. Noriega, uno de sus biógrafos

En 1914 recibió la ciudadanía argentina en la ciudad de La Plata, donde además le entregaron el título en la Universidad como “Idóneo en Farmacia”. Su tarea prosiguió de manera firme y estoica; nunca una queja, nunca un descanso. Trabajó durante 48 años en el Hospital San José. El 19 de julio de 1950 cayó de una escalera, y en ocasión de ese accidente se manifestaron los síntomas de un cáncer que él mismo diagnosticó. Continuó con el cuidado de su misión durante unos meses hasta que su enfermedad lo incapacitó, aunque mantuvo su lucidez hasta el final: cuando supo que llegaba su fin, él mismo redactó su certificado de defunción. Falleció el 15 de marzo de 1951 a los 70 años de edad.
Sus restos descansan y son venerados en la Parroquia San Juan Bosco de Viedma.

## Onomástico y culto público

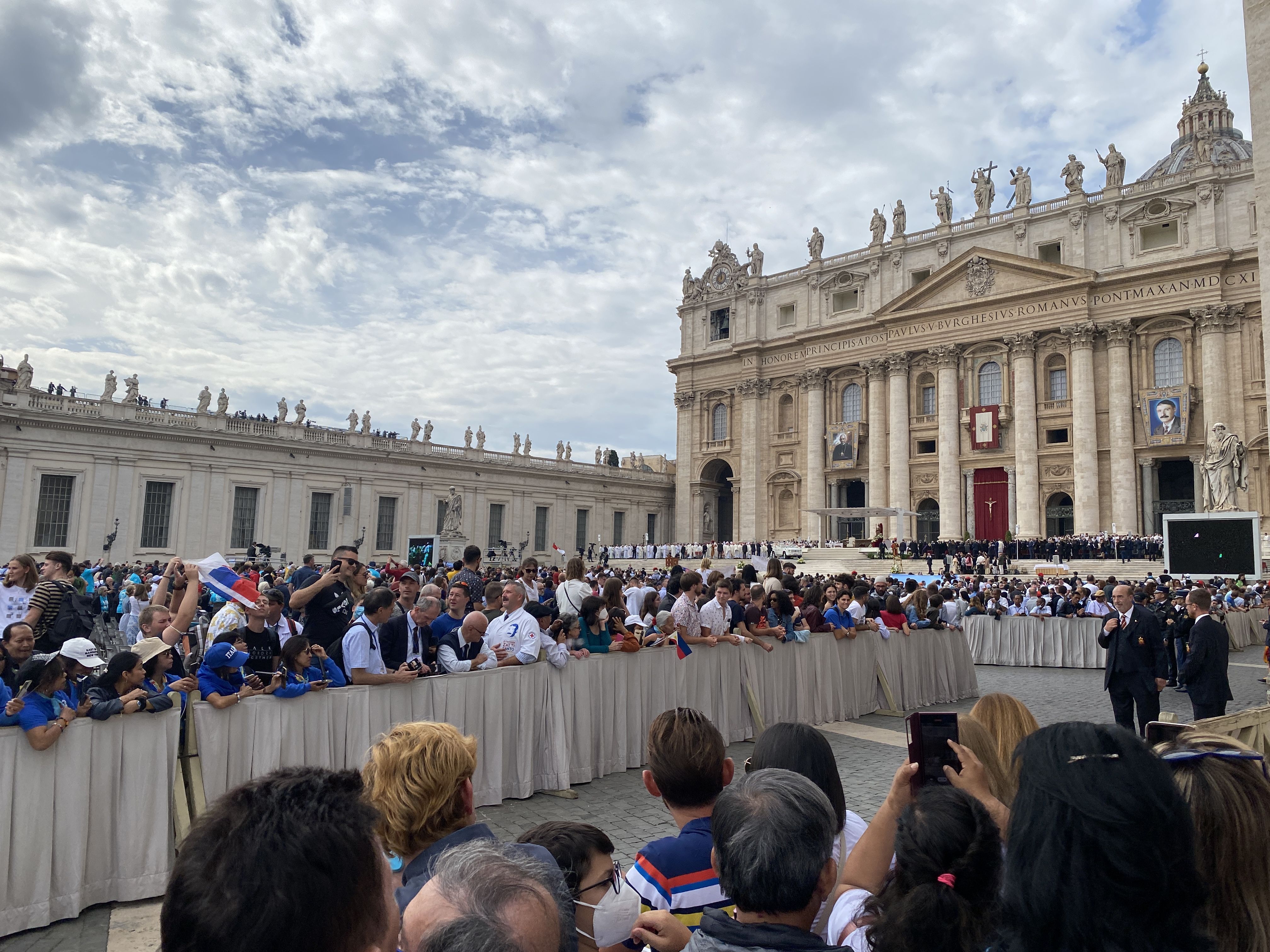
Misa de canonización de Artémides Zatti en la Basílica de San Pedro, Ciudad del Vaticano, 9 de octubre de 2022.

### Canonización

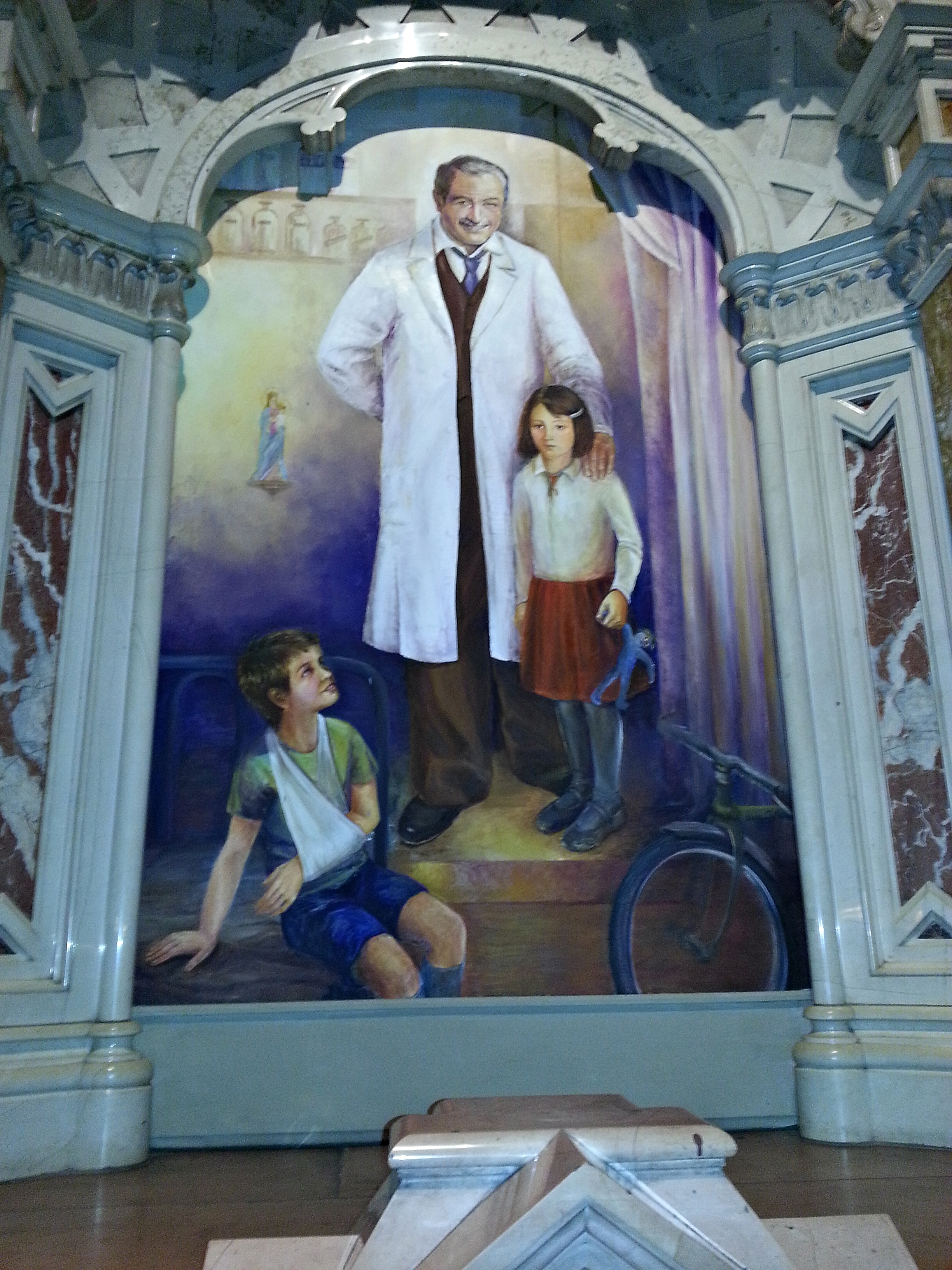
Representación ubicada en un altar lateral de la Basílica María Auxiliadora y San Carlos, Buenos Aires. Se lo presenta como figura central, acompañado por dos criaturas que simbolizan los niños enfermos pobres de la Patagonia argentina, a quienes destinó la mayor parte del trabajo de su vida.

En 1976, el “Pariente de los Pobres” (como lo llamaban) comenzaba su camino de santidad por la Conferencia Episcopal Argentina. En 1980 fue declarado Siervo de Dios, y venerable el 17 de julio de 1997. El 14 de abril del año 2002 el papa Juan Pablo II lo declaró beato y en su homilía expresó: “El Hermano Artémides Zatti vivió su vocación salesiana en comunidad consagrándose a los enfermos especialmente a los pobres en la ciudad de Viedma”. El 9 de abril de 2022 el papa Francisco reconoció la santidad de Artémides. y el 9 de octubre de 2022, el Papa Francisco declaró santo a Artémides en una celebración ocurrida en la Plaza de San Pedro.

### Otros reconocimientos
En la ciudad de Viedma, capital de la provincia de Río Negro (Argentina) donde Artémides Zatti desarrolló su labor, un reconocido hospital zonal lleva su nombre. El mismo forma parte como unidad centinela de la Red Nacional de Vigilancia del síndrome urémico hemolítico, conformada en el año 2005 por el Ministerio de Salud de la Nación como estrategia destinada a realizar una vigilancia intensiva de la enfermedad.
En la misma ciudad, hay una avenida, un barrio, una capilla, una escuela y dos monumentos en honor a Don Zatti. Además de varios comercios alrededor del hospital que también llevan su nombre.
En la ciudad vecina, Carmen de Patagones, también hay una capilla llamada "Don Zatti". 
En Córdoba capital, existe un instituto salesiano llamado "Artémides Zatti".
En Recoleta, hay un instituto superior de enfermería llamado "Artémides Zatti” De los Círculos Católicos de Obreros, donde fuera miembro en su ciudad, Viedma.
En 2020 se realizó un cortometraje llamado "Zatti, hermano nuestro" para promocionar su obra y vida de santidad.

## Enlaces
- Diócesis de Viedma: http://www.hansa-sur.com.ar/diocvdma/zatti.htm
- Enlace Católico: https://web.archive.org/web/20070929212314/http://ser-creyente.com.ar/beatos_zatti.htm

- Datos: Q706591
- Multimedia: Artemide Zatti / Q706591